# Roestvlekvliegenvanger
De roestvlekvliegenvanger (Ficedula strophiata) is een zangvogel uit de familie Muscicapidae (vliegenvangers).

## Kenmerken
De roep is een laag gekwetter en een hoge 'pink'. De lichaamslengte bedraagt 14 cm.

## Verspreiding en leefgebied
Deze soort komt voor in noordelijk India (Kasjmir) tot Midden-China en delen van Zuidoost-Azië in bossen en aan bosranden op hoogten van 1500 tot 3000 meter.
De soort telt 2 ondersoorten:
- F. s. strophiata: van de Himalaya tot centraal en zuidelijk China en westelijk en noordelijk Myanmar.
- F. s. fuscogularis: zuidelijk Laos en centraal Vietnam.